# SATUC Toulouse Athlé
 (décembre 2022).
Le SATUC Toulouse Athlé est un club d'athlétisme basé à Toulouse. Il évolue en division N1B. Le SATUC Toulouse Athlé se classe parmi les 50 premiers clubs français. Il est le plus ancien club de la LMPA en 1re division depuis près de vingt ans[Quoi ?].
Le SATUC Toulouse Athlé accueille environ 650 licenciés (644 pour la saison 2021-2022).

## Histoire
Créé en 1986 en association loi 1901, sous la dénomination Stade Athletic Toulouse Université Club puis en 2004 change de nom, car le SATUC s'affilie au TUC omnisports et se dénomme section athlétisme Toulouse Université Club (section du Toulouse Université Club) tout en gardant son autonomie dans la direction du club. En 2021, le club prend le nom de SATUC Toulouse Athlé. Elle est affiliée à la Fédération française d'athlétisme et à l'UNCU (Union Nationale des Clubs Universitaires).

## Licenciés célèbres
Djilali Bedrani, Benjamin Robert, Pierrik Jocteur-Monrozier, Mathieu Brulet, Benoit Campion, Guillaume et Anne Lonjou, Jonathan Cartier ont tous été sélectionnés en équipe de France en ayant une licence au SATUC Toulouse Athlé.